# Aermacchi Chimera
Die Aermacchi Chimera ist ein Motorrad des italienischen Herstellers Aeronautica Macchi. Gebaut wurde es von 1956 bis 1965. „Chimera“ bedeutet im Deutschen „Traum“.

## Geschichte
Auf der Motorradausstellung in Mailand wurde die Chimera 175, die von Alfredo Bianchi als das „ideale Motorrad“ konstruiert wurde, am 1. Dezember 1956 vorgestellt. Die vollverkleidete Maschine mit liegendem Einzylinder-Viertaktmotor konnte sich jedoch auf dem Markt nicht durchsetzen. Deshalb wurde ihr 1957 das vergrößerte Modell Chimera 250 zur Seite gestellt, dessen äußeres Erscheinungsbild dem des ersten Modells entsprach.
Auch mit diesem zweiten Modell war kein nennenswerter Markterfolg zu erzielen, weshalb schon im selben Jahr ein konventionelleres Motorrad mit unverkleidetem Motor angeboten wurde. So entstanden die Ala Rossa, die Ala Bianca, die Ala d’Oro und die Ala Azzurra.
Die Chimera 175 wurde noch bis 1960 gebaut. Allerdings entstanden in den vier Jahren nur 119 Exemplare. Das 250er-Modell war bis 1965 im Programm, als Harley-Davidson schon die Motorradsparte von Aermacchi übernommen hatte. Von ihm entstanden 177 Stück. Die Modelle wurden auch exportiert, z. B. nach Belgien und Luxemburg, aber (offiziell) nicht nach Deutschland.

## Technik
Motor und Antrieb

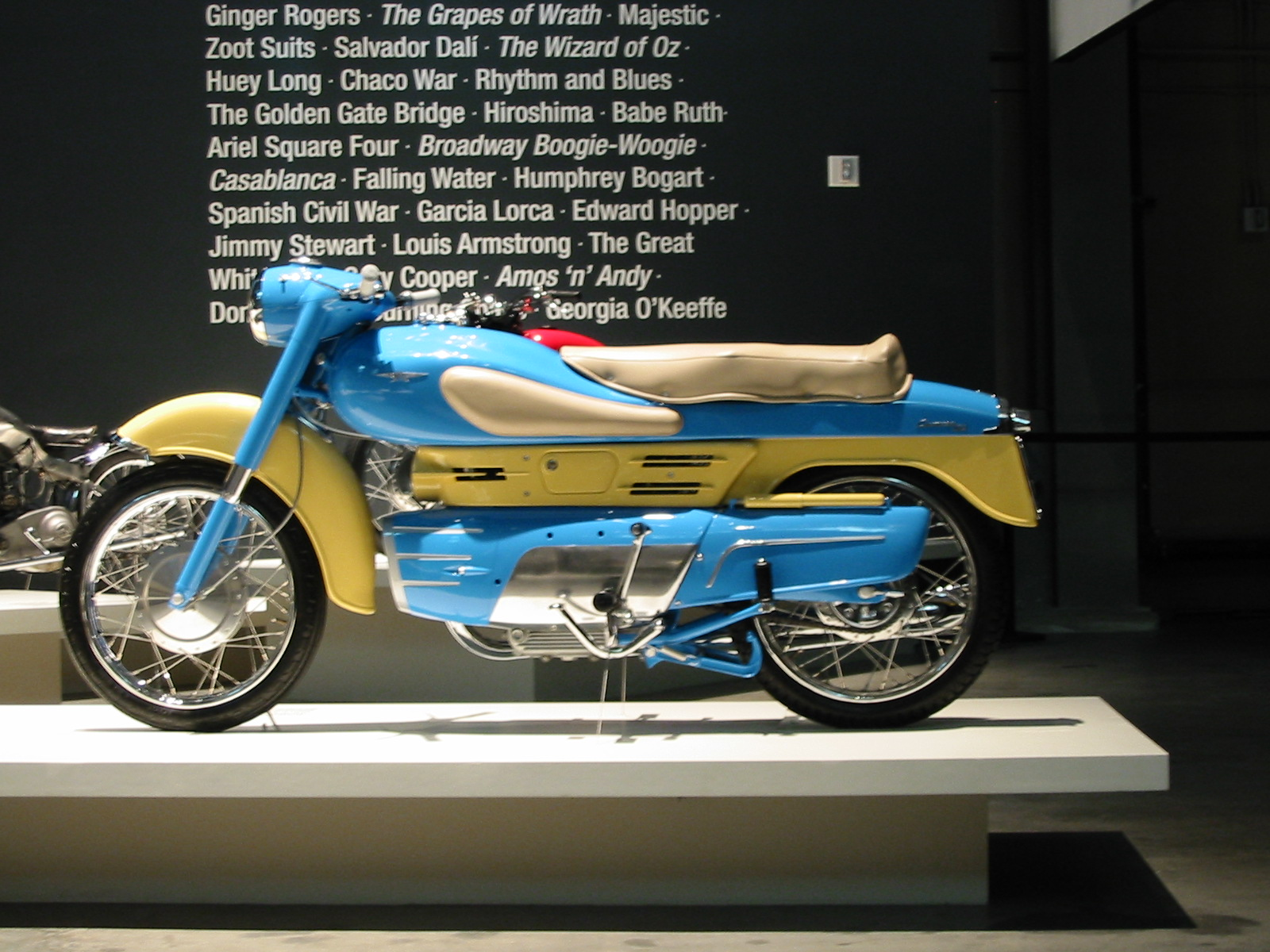
Aermacchi Chimera 250

Die Chimera hat einen luftgekühlten Einzylinder-Viertaktmotor mit nahezu liegendem Zylinder. Auf dem linken Stumpf der zweifach gelagerten Kurbelwelle ist eine Mehrscheiben-Ölbadkupplung aufgesetzt, über die die Motorkraft an ein geradverzahntes Vierganggetriebe weitergeleitet wird. Dieses Getriebe wird mit einer Schaltwippe an der rechten Motorseite geschaltet; der erste Gang liegt unten. Das Hinterrad wird über eine Kette angetrieben.
Die beiden hängenden Ventile des Motors werden über Stoßstangen und Kipphebel von einer unten liegenden Nockenwelle gesteuert, an deren rechten Ende der Unterbrecherkontakt der Batteriezündung angebracht ist.
Ein Schrägstromvergaser mit Rundschieber und ohne Luftfilter bereitet das Gemisch auf. Ein verchromtes Auspuffrohr ist an der rechten Maschinenseite nach hinten gezogen und endet in einem Schalldämpfer in Zigarrenform mit eingearbeitetem Schwalbenschwanz.
Rahmen und Fahrwerk
Die Chimera hat einen Zentralrohr-Brückenrahmen ohne Heckausleger. Die Hinterradschwinge ist über ein zentrales Federbein abgestützt. Das Vorderrad sitzt in einer Upside-Down-Teleskopgabel.
Räder und Bremsen
Die Chimera hat 17 Zoll große Drahtspeichenräder mit Vollnaben-Trommelbremsen. Die hintere Bremse wird über einen Fußhebel an der linken Motorseite und ein Gestänge betätigt, die vordere mit einem Handhebel am Lenker und Seilzug.
Werkstoffe
Aermacchi war als Flugzeugbauer mit dem Umgang mit Aluminium vertraut und setzte diesen Werkstoff bei seinem Modell Chimera an besonders vielen Stellen ein. So ist nicht nur das Motor-/Getriebegehäuse, der Zylinder und der Zylinderkopf aus diesem Material gefertigt, sondern auch die Verkleidungen am Motor, zwischen Tank und Motor und am oberen Teil der Vorderradgabel (einschließlich Lampengehäuse). Der Rahmen, die tragenden Teile der Vorderradgabel, der Tank mit dem hinteren Schutzblech, das die Sitzbank trägt, das vordere Schutzblech und die Verkleidungen der Hinterradschwinge sind aus Stahlblech.
Lackierung, Oberflächenbehandlung und Embleme
Beide Chimera-Modelle, die 175 wie die 250, waren in den Farbkombinationen blutorangenrot (ähnlich RAL 2002) / cremeweiß (ähnlich RAL 9001) und lichtblau (ähnlich RAL 5012) / cremeweiß (ähnlich RAL 9001) erhältlich. Lackiert sind die Stahlblechteile und ein Teil der Aluminiumverkleidungen. Große Teile der Motorverkleidungen sind poliert.
An den Tankseiten und am Heck der Maschinen finden sich blau-goldene Aermacchi-Embleme als Abziehbilder. Am Heck der Motorräder sind jeweils links und rechts die Schriftzüge „Chimera 175“, bzw. „Chimera 250“, aus verchromtem Zink-Druckguss angebracht.

## Technische Daten
|                       | Chimera 175                                                                                | Chimera 250                                                                                |
| Baujahre              | 1956–1960                                                                                  | 1957–1965                                                                                  |
| Motor                 | fahrtwindgekühlter Einzylinder-Viertaktmotor, Kickstarter                                  | fahrtwindgekühlter Einzylinder-Viertaktmotor, Kickstarter                                  |
| Ventilsteuerung       | hängende Ventile, über Stoßstangen und Kipphebel von unten liegender Nockenwelle gesteuert | hängende Ventile, über Stoßstangen und Kipphebel von unten liegender Nockenwelle gesteuert |
| Bohrung × Hub         | 60 mm × 61 mm                                                                              | 66 mm × 72 mm                                                                              |
| Hubraum               | 172,4 cm³                                                                                  | 246,2 cm³                                                                                  |
| Verdichtung           | 7 : 1                                                                                      | 7 : 1                                                                                      |
| Nennleistung          | 10,5 PS (7,7 kW) bei 6500/min                                                              | 13,7 PS (10,1 kW) bei 6500/min                                                             |
| Gemischaufbereitung   | Schrägstromvergaser mit Rundschieber (ohne Luftfilter)                                     | Schrägstromvergaser mit Rundschieber (ohne Luftfilter)                                     |
| Zündung               | Batteriezündung, kontaktgesteuert                                                          | Batteriezündung, kontaktgesteuert                                                          |
| Batterie              | 6 V – 7 Ah                                                                                 | 6 V – 7 Ah                                                                                 |
| Bordspannung          | 6 V                                                                                        | 6 V                                                                                        |
| Kupplung              | Mehrscheibenkupplung im Ölbad, mechanisch betätigt                                         | Mehrscheibenkupplung im Ölbad, mechanisch betätigt                                         |
| Getriebe              | 4-Gang-Stirnrad-Wechselgetriebe                                                            | 4-Gang-Stirnrad-Wechselgetriebe                                                            |
| Endantrieb            | Kette                                                                                      | Kette                                                                                      |
| Rahmen                | Zentralrohr-Brückenrahmen                                                                  | Zentralrohr-Brückenrahmen                                                                  |
| Maße (L × B × H)      | 2000 × 610 × 1000 mm                                                                       | 2000 × 610 × 1000 mm                                                                       |
| Radaufhängung vorn    | Upside-down-Teleskopgabel                                                                  | Upside-down-Teleskopgabel                                                                  |
| Radaufhängung hinten  | Langarmschwinge, mit Zentralfederbein abgestützt                                           | Langarmschwinge, mit Zentralfederbein abgestützt                                           |
| Felgengröße vorn      | 2,25 x 17″                                                                                 | 2,25 x 17″                                                                                 |
| Felgengröße hinten    | 2,25 x 17″                                                                                 | 2,25 x 17″                                                                                 |
| Bereifung vorn        | 2,75 × 17″                                                                                 | 3,00 × 17″                                                                                 |
| Bereifung hinten      | 2,75 × 17″                                                                                 | 3,00 × 17″                                                                                 |
| Bremse vorn           | Trommelbremse, mit Handhebel seilzugbetätigt, ø 160 mm                                     | Trommelbremse, mit Handhebel seilzugbetätigt, ø 160 mm                                     |
| Bremse hinten         | Trommelbremse, mit Fußhebel über Gestänge betätigt, ø 140 mm                               | Trommelbremse, mit Fußhebel über Gestänge betätigt, ø 140 mm                               |
| Leergewicht           | 122 kg                                                                                     | 125 kg                                                                                     |
| Tankinhalt            | 22 l                                                                                       | 22 l                                                                                       |
| Kraftstoffverbrauch   | ca. 2,75 l/100 km                                                                          | ca. 3 l/100 km                                                                             |
| Höchstgeschwindigkeit | 110 km/h                                                                                   | 120 km/h                                                                                   |

Quellen:

## Besonderheiten
- Tank und hinteres Schutzblech, auf dem die Sitzbank befestigt ist, sind aus einem Stück gefertigt und mit nur zwei Schrauben am Rahmen befestigt, der keinen Heckausleger besitzt. Zudem ist der Tank mit 22 Liter Inhalt ungewöhnlich groß für ein Motorrad dieser Größe. Somit lasten auf diesem Teil die Gewichte beider Passagiere und des Benzinvorrats. Daher empfahl der Hersteller, nicht mehr als 15 Liter Benzin einzufüllen, „um Vibrationen zu vermeiden“.[6]
- Aermacchi verwendete am Motor und zur Befestigung aller Verkleidungsteile Inbusschrauben, was in den 1950er-Jahren im Motorradbau ungewöhnlich war.
- Der Schiebervergaser hat einen Choke ohne Fernbetätigung vom Lenker. Da der Vergaser hinter den Verkleidungen zwischen Tank und Motor sitzt und diese nur kleine Lüftungsschlitze besitzen, ist eine Betätigung während der Fahrt fast unmöglich.[6] Viele Besitzer entfernten daher das linke Verkleidungsteil dauerhaft, das dann häufig verloren ging. Daher werden viele gebrauchte Maschinen heute ohne diese Verkleidung angeboten, die dann entsprechend schwierig zu finden ist.